# 微生物席

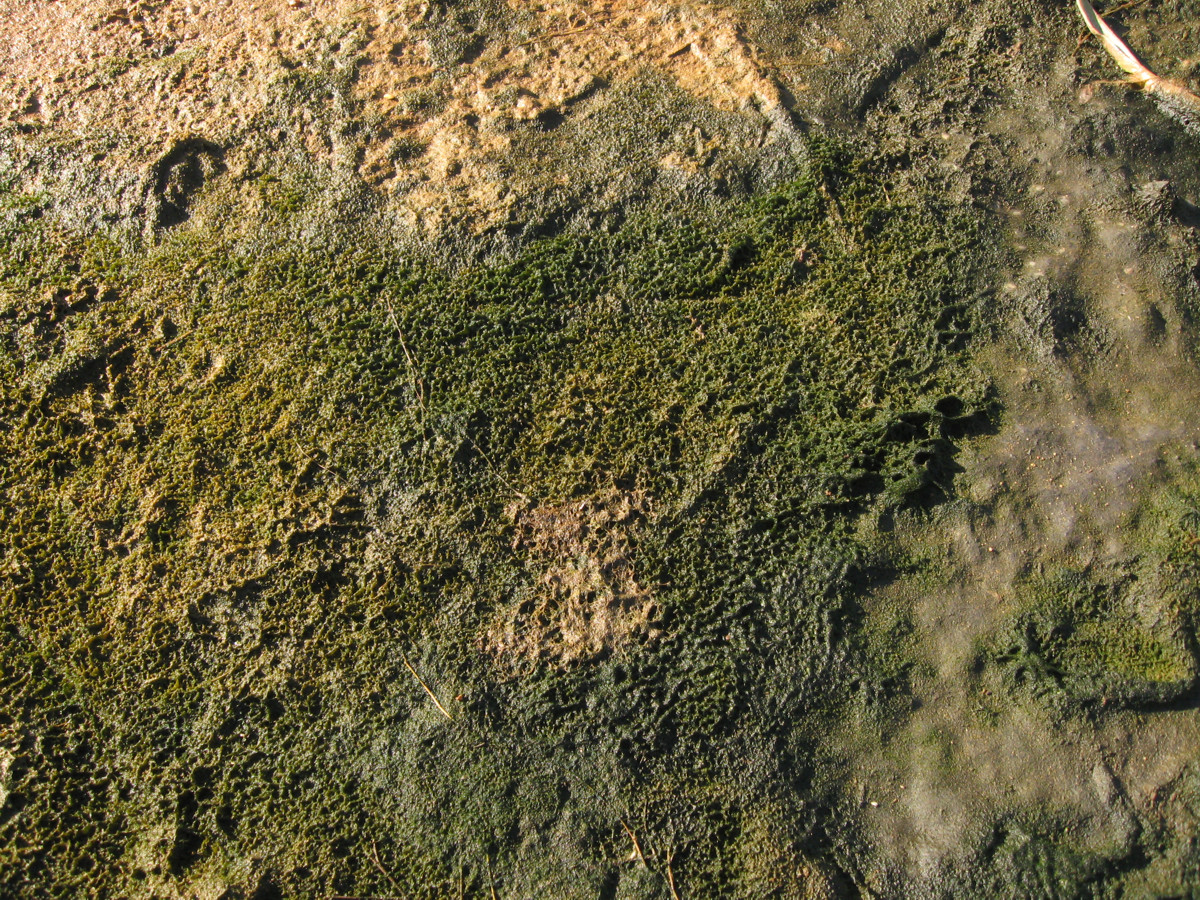
在盐湖白海海滨的在蓝藻-藻华席

微生物席也称菌毯，是一种主要由原核微生物（细菌和古细菌）组成的多层群落。微生物席生长在不同类物质的交界面上，大部分在水下或潮湿的表面上，但少数也能在沙漠中生存。 它们的生长环境温度在–40°C至120℃之间。也有一些被发现是动物的内共生体 。   
尽管最多只有几厘米厚，但微生物席内存在广谱的化学环境。因此这些微生物每层的食物来源或耐受化学环境，通常与其物种密切相关。在潮湿的环境下，微生物席通常由微生物分泌的粘稠物质粘合在一起。此外，大多数情况下，微生物还会形成缠结的细丝网，使席状结构更坚韧。最常见的物理形态是扁平状和称为叠层石的粗短柱状，但也有球体结构。 
微生物席是地球上最早的生命形态。有化石证据表明，35亿年前，微生物席就已经是地球生态系统的最重要的成员和维护者。最初，它们依靠海底热泉获得能量和化学“食物”。之后，光合作用的演化，使微生物席可以通过利用更广泛使用的能源来源——阳光。最后也是最重要的演化阶段是——能够产生氧气的光合作用，其主要的化学物质来源变成了二氧化碳和水。 
演化的结果是，微生物席开始产生我们今天的大气层中至关重要的成分——游离氧。大约在同一时期，它们可能成为了更复杂的真核生物类型细胞的起源，所有多细胞生物都由它们演化而来。直到寒武纪底质革命之前，微生物席遍布浅海海床。当时生活在浅海中的动物有了挖穴能力，从而破坏了微生物席的表面，使含氧水进入更深的内部层，杀死了生活在那里的厌氧微生物。尽管这场基质革命将微生物席从浅海的驱赶走了，但它们仍然在许多无法挖洞的环境中蓬勃发展，例如岩石海底，高盐度泻湖或是深海海床。 
由于微生物席能够将几乎任何东西当作“食物”，因此其在工业上可能大有用途，例如水处理和清理污染。

## 描述

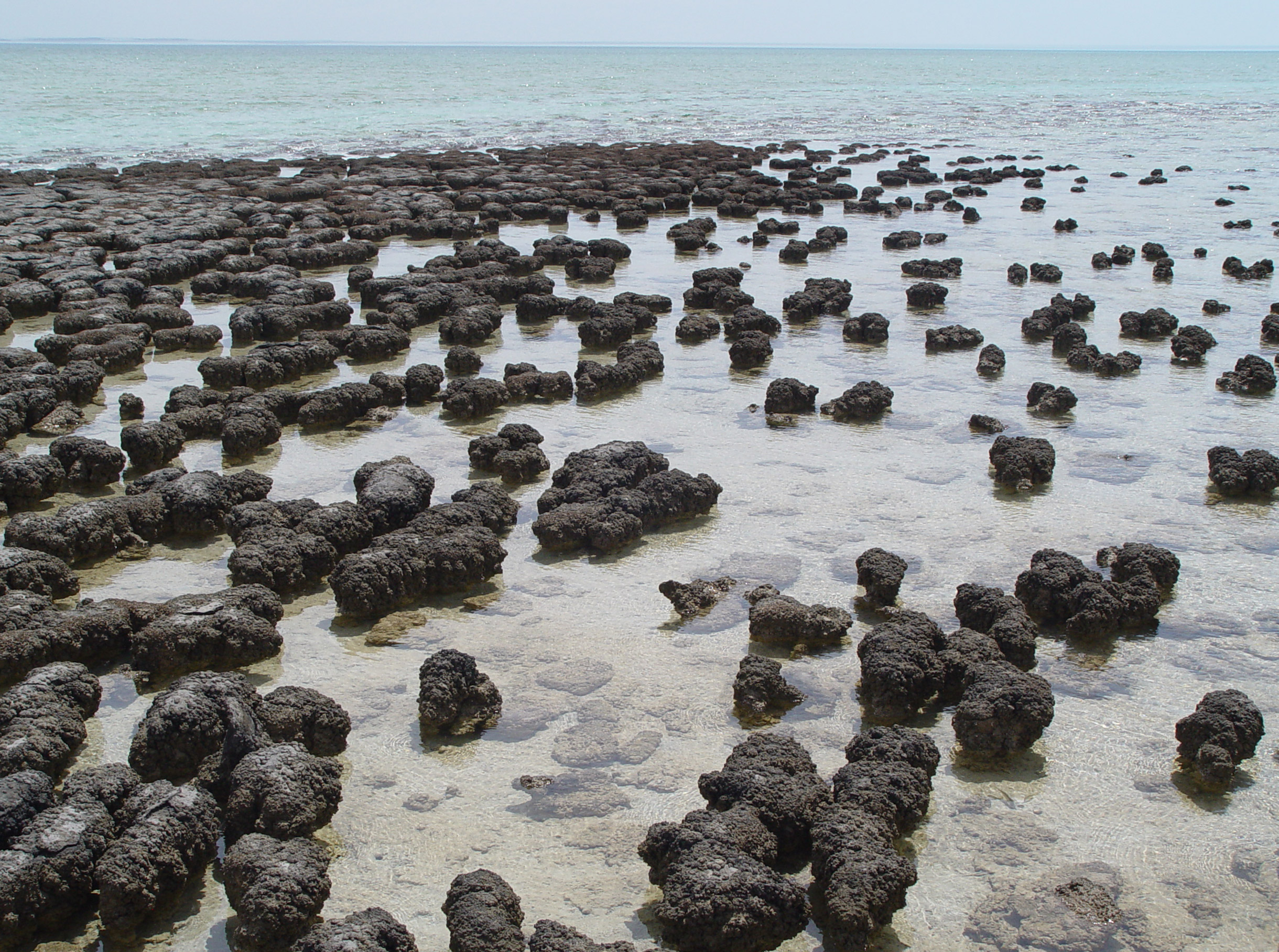
疊層石是由一些微生物席形成的，因為微生物緩慢向上移動以避免被沉積物窒息。

### 生態和地質重要性

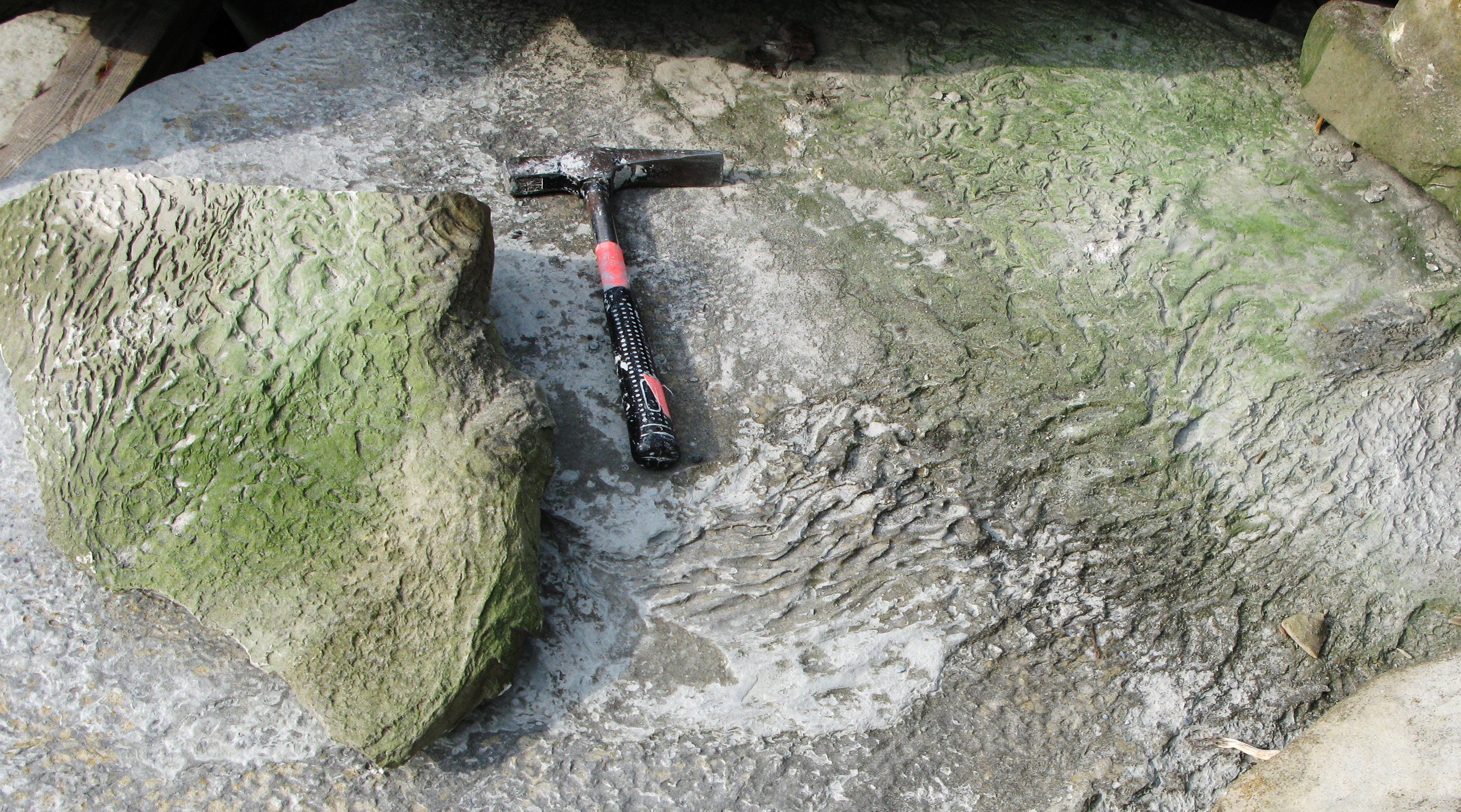
在潮間帶的粘性微生物席下形成皺紋金尼氏菌型沉積結構。該圖像顯示了位於瑞典布爾格斯維克地層中的位置，紋理首先被確定為微生物席的證據。

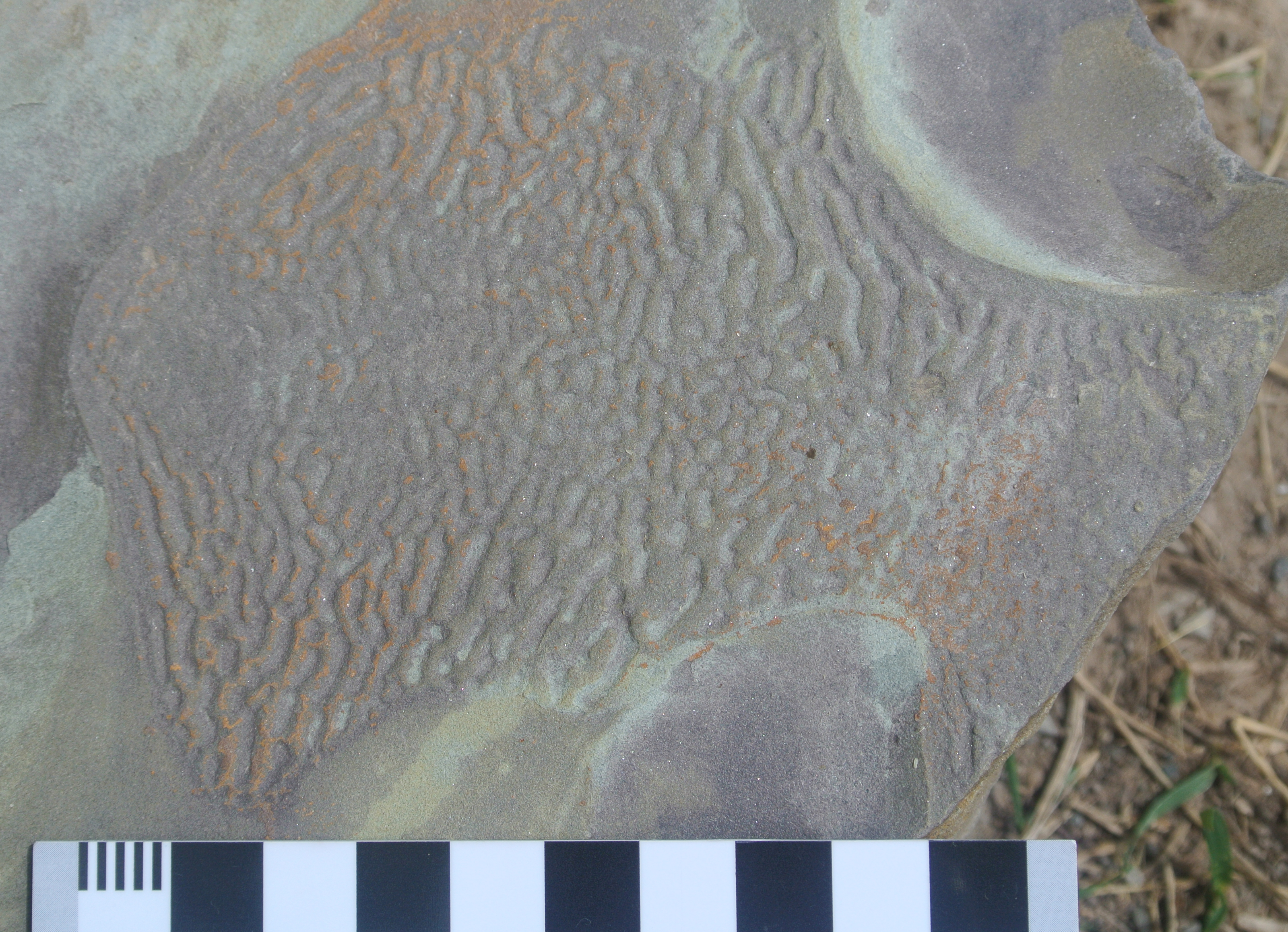
紐約尼加拉峽谷出露的格里姆斯比組（志留紀）中的皺紋樣結構

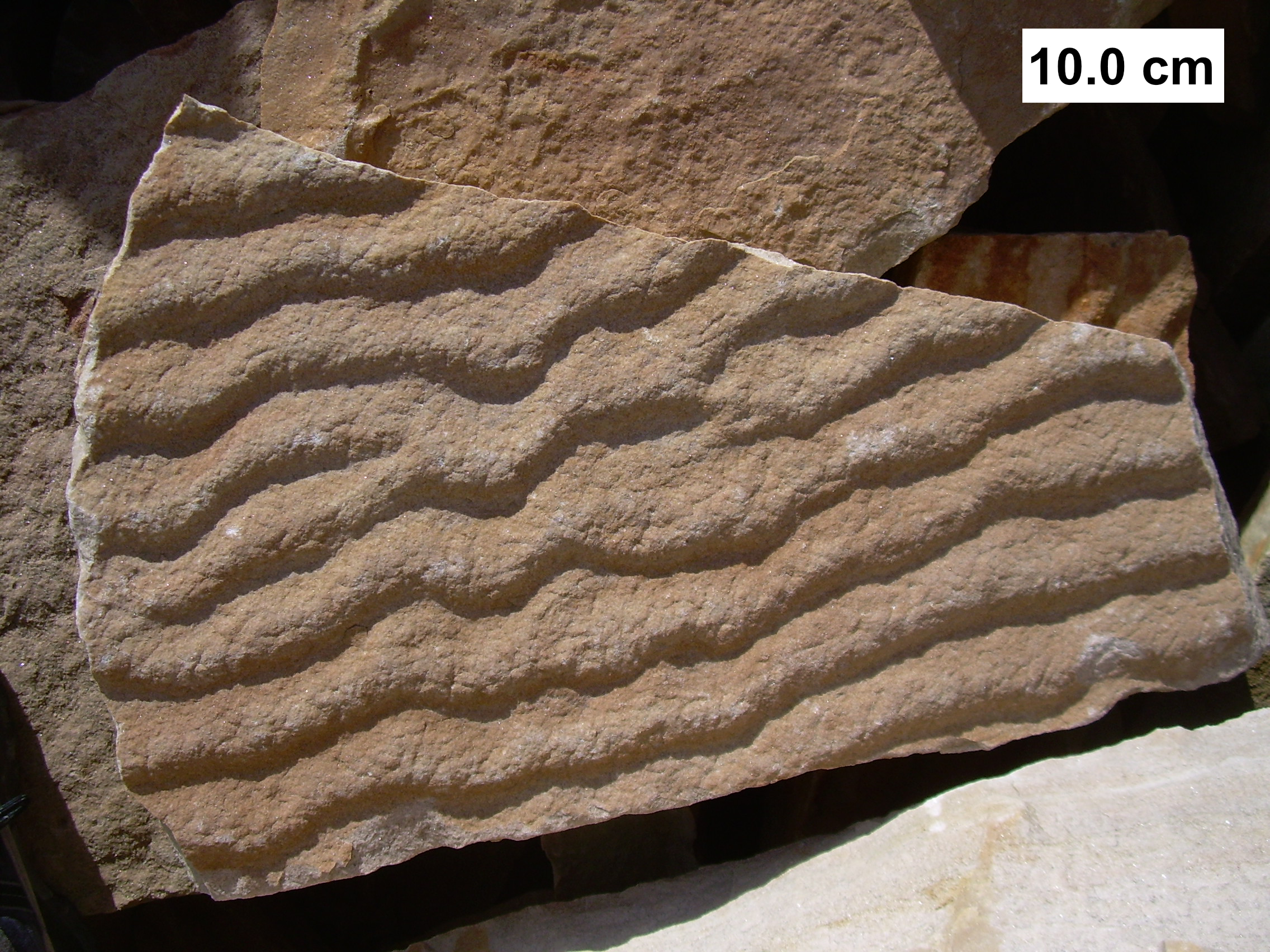
威斯康辛州黑莓山的寒武紀潮灘波紋狀表面上的水泡狀微生物席

## 在生命史中的作用

### 陸地生物
大約12億年前的微生物席提供了陸地生命存在的第一個證據。

### 當前狀態
儘管寒武紀基底革命為動物開闢了新的生態位，但對微生物席來說並不是災難性的，但確實大大減少了它們的範圍。

## 工業用途
微生物席群落使用範圍廣泛的「食物」的能力最近引起了人們對工業用途的興趣。已經對用於淨化水的微生物席進行了試驗，既供人類使用，也用於水產養殖，並研究了它們清理油外洩的潛力。由於商業潛力不斷增長，已經申請和授予了與微生物席的種植、安裝和使用相關的專利，主要用於清理污染物和廢物。